# Consorti dei sovrani di Lorena

## Duchessa consorte della Bassa Lorena
Casato di Lovanio, 1139–1190
| Immagine | Nome                   | Padre                            | Nascita | Matrimonio | Diventò Duchessa                 | Cessò di essere Duchessa        | Morte         | Consorte      |
| --- | ---------------------- | -------------------------------- | ------- | ---------- | -------------------------------- | ------------------------------- | ------------- | ------------- |
| | Luitgarda di Sulzbach  | Berengario II di Sulzbach        | 1109    | 1139       | 16 luglio 1139 ascesa del marito | 13 giugno 1142 morte del marito | 1162/63       | Goffredo VII  |
| | Margherita di Limburgo | Enrico II di Limburgo (Limburgo) | 1135    | 1155/58    | 1155/58                          | 1172                            | 1172          | Goffredo VIII |
| | Imagina di Loon        | Luigi I, Conte di Loon (Loon)    | -       | 1180       | 1180                             | 21 agosto 1190 morte del marito | 5 giugno 1214 | Goffredo VIII |
| La Bassa Lorena cessò di esistere e perse la sua autorità territoriale nella Dieta di Schwäbisch Hall. Le successive duchesse furono chiamate Duchessa di Lothier, che erano anche Duchessa di Brabante e Limburgo. |                        |                                  |         |            |                                  |                                 |               |               |

## Duchessa consorte di (Alta) Lorena
Casato di Ardennes-Bar, 959–1033
| Immagine | Nome               | Padre                                       | Nascita | Matrimonio                   | Diventò Duchessa       | Cessò di essere Duchessa                                    | Morte               | Consorte    |
| -------- | ------------------ | ------------------------------------------- | ------- | ---------------------------- | ---------------------- | ----------------------------------------------------------- | ------------------- | ----------- |
|          | Beatrice di Parigi | Ugo il Grande (Robertingi)                  | 938-940 | 10 settembre/12 novembre 954 | 959 ducato diviso      | 18 maggio 978 morte del marito                              | 23 settembre 1003   | Federico I  |
|          | Richilde di Metz   | Folmar III, Conte di Bliesgau e Metz (Metz) | -       | 985/992                      | 985/992                | tra l'11 aprile 1026 ed il 12 gennaio 1027 morte del marito | -                   | Teodorico I |
|          | Matilde di Svevia  | Ermanno II, Duca di Svevia (Corradinidi)    | 988/995 | 1012–1016                    | 1019 ascesa del marito | 17/18 maggio 1026 morte del marito                          | 20 luglio 1031/1032 | Federico II |

Casato di Ardennes-Verdun, 1033–1046
| Immagine | Nome | Padre | Nascita | Matrimonio | Diventò Duchessa | Cessò di essere Duchessa | Morte | Consorte  |
| --- | --- | --- | --- | --- | --- | --- | --- | --------- |
| Il nome della moglie di Gothelo non è noto, il nome Barbe de Lebarten (e la sua intera ascendenza), sono un intruglio spurio dei successivi genealogisti (1033 - 19 aprile 1044) | Il nome della moglie di Gothelo non è noto, il nome Barbe de Lebarten (e la sua intera ascendenza), sono un intruglio spurio dei successivi genealogisti (1033 - 19 aprile 1044) | Il nome della moglie di Gothelo non è noto, il nome Barbe de Lebarten (e la sua intera ascendenza), sono un intruglio spurio dei successivi genealogisti (1033 - 19 aprile 1044) | Il nome della moglie di Gothelo non è noto, il nome Barbe de Lebarten (e la sua intera ascendenza), sono un intruglio spurio dei successivi genealogisti (1033 - 19 aprile 1044) | Il nome della moglie di Gothelo non è noto, il nome Barbe de Lebarten (e la sua intera ascendenza), sono un intruglio spurio dei successivi genealogisti (1033 - 19 aprile 1044) | Il nome della moglie di Gothelo non è noto, il nome Barbe de Lebarten (e la sua intera ascendenza), sono un intruglio spurio dei successivi genealogisti (1033 - 19 aprile 1044) | Il nome della moglie di Gothelo non è noto, il nome Barbe de Lebarten (e la sua intera ascendenza), sono un intruglio spurio dei successivi genealogisti (1033 - 19 aprile 1044) | Il nome della moglie di Gothelo non è noto, il nome Barbe de Lebarten (e la sua intera ascendenza), sono un intruglio spurio dei successivi genealogisti (1033 - 19 aprile 1044) | Gothelo I |
| | Doda | - | - | - | 19 aprile 1044 ascesa del marito | 1047 deposizione del marito da parte dell'Imperatore | 1053 | Goffredo  |

Casato di Ardennes-Metz, 1047–1453
| Immagine | Nome                                        | Padre | Nascita | Matrimonio | Diventò Duchessa | Cessò di essere Duchessa | Morte | Consorte     |
| -------- | ------------------------------------------- | --- | --- | --- | --- | --- | --- | ------------ |
|          | Clemenza di Foix                            | Nessuna indicazione è stata trovata sul nome della moglie del Duca Adalberto. Nel 1960, Szabolcs de Vajay ipotizzò che Adalberto fosse conte di Longwy e suocero di Guglielmo VII, duca di Aquitania e Guglielmo I, Conte di Borgogna, e che sua moglie fosse la detta Clemenza di Foix, figlia del Conte di Foix. (Annales de Bourgogne, Vol 32 (1960) 258-261), ed è stato seguito in ciò da Frederick Lewis Weis, Ancestral Roots of Certain American Colonists Who Came to America Before 1700, Line 144-22. Tuttavia, de Vajay successivamente pubblicò una ritrattazione incondizionata della sua ipotesi in "Parlons encore d'Etiennette" in Onomastioque et Parente dans l'Occident medieval (Prosopographica et Genealogica, no.3), K. S. B. Keats-Rohan and C. Settipani, eds. (2000), pp. 2–6. | Nessuna indicazione è stata trovata sul nome della moglie del Duca Adalberto. Nel 1960, Szabolcs de Vajay ipotizzò che Adalberto fosse conte di Longwy e suocero di Guglielmo VII, duca di Aquitania e Guglielmo I, Conte di Borgogna, e che sua moglie fosse la detta Clemenza di Foix, figlia del Conte di Foix. (Annales de Bourgogne, Vol 32 (1960) 258-261), ed è stato seguito in ciò da Frederick Lewis Weis, Ancestral Roots of Certain American Colonists Who Came to America Before 1700, Line 144-22. Tuttavia, de Vajay successivamente pubblicò una ritrattazione incondizionata della sua ipotesi in "Parlons encore d'Etiennette" in Onomastioque et Parente dans l'Occident medieval (Prosopographica et Genealogica, no.3), K. S. B. Keats-Rohan and C. Settipani, eds. (2000), pp. 2–6. | Nessuna indicazione è stata trovata sul nome della moglie del Duca Adalberto. Nel 1960, Szabolcs de Vajay ipotizzò che Adalberto fosse conte di Longwy e suocero di Guglielmo VII, duca di Aquitania e Guglielmo I, Conte di Borgogna, e che sua moglie fosse la detta Clemenza di Foix, figlia del Conte di Foix. (Annales de Bourgogne, Vol 32 (1960) 258-261), ed è stato seguito in ciò da Frederick Lewis Weis, Ancestral Roots of Certain American Colonists Who Came to America Before 1700, Line 144-22. Tuttavia, de Vajay successivamente pubblicò una ritrattazione incondizionata della sua ipotesi in "Parlons encore d'Etiennette" in Onomastioque et Parente dans l'Occident medieval (Prosopographica et Genealogica, no.3), K. S. B. Keats-Rohan and C. Settipani, eds. (2000), pp. 2–6. | Nessuna indicazione è stata trovata sul nome della moglie del Duca Adalberto. Nel 1960, Szabolcs de Vajay ipotizzò che Adalberto fosse conte di Longwy e suocero di Guglielmo VII, duca di Aquitania e Guglielmo I, Conte di Borgogna, e che sua moglie fosse la detta Clemenza di Foix, figlia del Conte di Foix. (Annales de Bourgogne, Vol 32 (1960) 258-261), ed è stato seguito in ciò da Frederick Lewis Weis, Ancestral Roots of Certain American Colonists Who Came to America Before 1700, Line 144-22. Tuttavia, de Vajay successivamente pubblicò una ritrattazione incondizionata della sua ipotesi in "Parlons encore d'Etiennette" in Onomastioque et Parente dans l'Occident medieval (Prosopographica et Genealogica, no.3), K. S. B. Keats-Rohan and C. Settipani, eds. (2000), pp. 2–6. | Nessuna indicazione è stata trovata sul nome della moglie del Duca Adalberto. Nel 1960, Szabolcs de Vajay ipotizzò che Adalberto fosse conte di Longwy e suocero di Guglielmo VII, duca di Aquitania e Guglielmo I, Conte di Borgogna, e che sua moglie fosse la detta Clemenza di Foix, figlia del Conte di Foix. (Annales de Bourgogne, Vol 32 (1960) 258-261), ed è stato seguito in ciò da Frederick Lewis Weis, Ancestral Roots of Certain American Colonists Who Came to America Before 1700, Line 144-22. Tuttavia, de Vajay successivamente pubblicò una ritrattazione incondizionata della sua ipotesi in "Parlons encore d'Etiennette" in Onomastioque et Parente dans l'Occident medieval (Prosopographica et Genealogica, no.3), K. S. B. Keats-Rohan and C. Settipani, eds. (2000), pp. 2–6. | Nessuna indicazione è stata trovata sul nome della moglie del Duca Adalberto. Nel 1960, Szabolcs de Vajay ipotizzò che Adalberto fosse conte di Longwy e suocero di Guglielmo VII, duca di Aquitania e Guglielmo I, Conte di Borgogna, e che sua moglie fosse la detta Clemenza di Foix, figlia del Conte di Foix. (Annales de Bourgogne, Vol 32 (1960) 258-261), ed è stato seguito in ciò da Frederick Lewis Weis, Ancestral Roots of Certain American Colonists Who Came to America Before 1700, Line 144-22. Tuttavia, de Vajay successivamente pubblicò una ritrattazione incondizionata della sua ipotesi in "Parlons encore d'Etiennette" in Onomastioque et Parente dans l'Occident medieval (Prosopographica et Genealogica, no.3), K. S. B. Keats-Rohan and C. Settipani, eds. (2000), pp. 2–6. | Adalberto    |
|          | Edvige di Namur                             | Albert I, Conte di Namur (Namur) | 1005/10 | - | 1048 ascesa del marito | 6 marzo 1070 morte del marito | 28 gennaio 1080 | Gerardo      |
|          | Edvige di Formbach                          | Federico, Conte di Formbach | - | 1075/1080 | 1075/1080 | 1090/93 | 1090/93 | Teodorico II |
|          | Gertrude delle Fiandre                      | Roberto I, Conte delle Fiandre (Fiandra) | 1080 | 15 agosto 1095 | 15 agosto 1095 | 23 gennaio 1115 morte del marito | 1117 | Teodorico II |
|          | Adelaide di Lovanio                         | Enrico III, Conte di Lovanio (Lovanio) | prima del 1095 | 1112/13 | 23 gennaio 1115 ascesa del marito | 13 aprile 1138 morte del marito | 4 novembre, dopo il 1158 | Simone I     |
|          | Giuditta/Berta di Svevia                    | Federico II, Duca di Svevia (Hohenstaufen) | 1123 | marzo 1139 | marzo 1139 | 13 maggio 1176 morte del marito | 18 ottobre 1194 o 25 marzo 1195 | Mattia I     |
|          | Agnese di Veldenz                           | Gerlach I, Conte di Veldenz (Veldenz) | - | - | 13 maggio 1176 ascesa del marito | - | - | Simone II    |
|          | Ida di Mâcon                                | Gerardo I, Conte di Mâcon e Vienne (Mâcon) | - | dopo il 1190 | dopo il 1190 | 1205 abdicazione del marito | 1227 | Simone II    |
|          | Wierzchoslawa Ludmilla della Grande Polonia | Miecislao III il Vecchio (Piast) | prima del 1153 | 1167 | 1205 ascesa del marito | 7 aprile 1206 morte del marito | prima del 1211/1223 | Federico I   |
|          | Agnese di Bar                               | Teobaldo I, Conte di Bar (Scarponnois) | 1177 | prima della metà di luglio 1189 | 7 aprile 1206 ascesa del marito | 10 ottobre 1213 morte del marito | 19 giugno 1226 | Federico II  |
|          | Gertrude di Dagsburg                        | Alberto II, Conte di Dasbourg e Metz (Dagsburg) | 1190 o maggio 1205 | 1206 o 1215 | 10 ottobre 1213 ascesa del marito | 17 febbraio 1220 morte del marito | 30 marzo 1225 | Teobaldo I   |
|          | Caterina di Limburgo                        | Valerano III, Duca di Limburgo (Limburgo) | 1215 | agosto 1225 | agosto 1225 | 24 giugno 1251 morte del marito | 18 aprile 1255 | Mattia II    |
|          | Margherita di Navarra                       | Teobaldo I di Navarra (Champagne) | 1240 | 10 luglio 1255 | 10 luglio 1255 | 31 dicembre 1302 morte del marito | 3 ottobre 1307 | Federico III |
|          | Isabella de Rumigny                         | Hugh de Rumigny (Rumigny) | giugno 1263 | 23 maggio 1278 | 31 dicembre 1302 ascesa del marito | 13 maggio 1312 morte del marito | dopo il 7 dicembre 1325 | Teobaldo II  |
|          | Elisabetta d'Austria                        | Albert I di Germania (Asburgo) | 1285 | 1304 o 6 agosto 1306 | 13 maggio 1312 ascesa del marito | 23 agosto 1328 morte del marito | 19 maggio 1353 | Federico IV  |
|          | Eleonora di Bar                             | Edoardo I, Conte di Bar (Scarponnois) | - | 25 giugno 1329 | 25 giugno 1329 | 15 settembre 1333 | 15 settembre 1333 | Rodolfo      |
|          | Maria di Blois-Châtillon                    | Guido I, Conte di Blois (Blois-Châtillon) | 1323 | 30 maggio 1334 | 30 maggio 1334 | 26 agosto 1346 morte del marito | 1363/1380 | Rodolfo      |
|          | Sofia di Württemberg                        | Eberardo II, Conte di Württemberg (Württemberg) | 1343 | 16 dicembre 1361 | 16 dicembre 1361 | 26 aprile o 26/27 luglio 1369 | 26 aprile o 26/27 luglio 1369 | Giovanni I   |
|          | Margherita del Palatinato                   | Roberto di Germania (Wittelsbach) | 1376/79 | 5 febbraio 1394 | 5 febbraio 1394 | 25 gennaio 1431 morte del marito | 26/27 agosto 1434 | Carlo II     |

Casato di Valois-Angiò, 1453–1473
| Immagine | Nome             | Padre                              | Nascita | Matrimonio | Diventò Duchessa                   | Cessò di essere Duchessa | Morte         | Consorte    |
| -------- | ---------------- | ---------------------------------- | ------- | ---------- | ---------------------------------- | ------------------------ | ------------- | ----------- |
|          | Maria di Borbone | Carlo I, Duca di Borbone (Borbone) | 1428    | 1444       | 28 febbraio 1453 ascesa del marito | 7 luglio 1448            | 7 luglio 1448 | Giovanni II |

Casato di Vaudemont, 1473–1737
| Immagine | Nome                                         | Padre                                                   | Nascita           | Matrimonio       | Diventò Duchessa                   | Cessò di essere Duchessa                          | Morte            | Consorte              |
| -------- | -------------------------------------------- | ------------------------------------------------------- | ----------------- | ---------------- | ---------------------------------- | ------------------------------------------------- | ---------------- | --------------------- |
|          | Giovanna d'Harcourt, contessa di Tancarville | Guglielmo d'Harcourt, conte di Tancarville (Harcourt)   | -                 | 9 settembre 1471 | 24 luglio 1473 ascesa del marito   | 1485 matrimonio annullato                         | 8 novembre 1488  | Renato II             |
|          | Filippa di Gheldria                          | Adolfo, Duca di Gheldria (Egmond)                       | 9 novembre 1467   | 1 settembre 1485 | 1 settembre 1485                   | 10 dicembre 1508 morte del marito                 | 26 febbraio 1547 | Renato II             |
|          | Renata di Borbone                            | Gilberto, Conte di Montpensier (Borbone-Montpensier)    | 1494              | 26 giugno 1515   | 26 giugno 1515                     | 26 maggio 1539                                    | 26 maggio 1539   | Antonio               |
|          | Cristina di Danimarca                        | Cristiano II di Danimarca (Oldenburg)                   | novembre 1521     | 10 luglio 1541   | 14 giugno 1544 ascesa del marito   | 12 giugno 1545 morte del marito                   | 10 dicembre 1590 | Francesco I           |
|          | Claudia di Valois                            | Enrico II di Francia (Valois)                           | 12 novembre 1547  | 19 gennaio 1559  | 19 gennaio 1559                    | 21 febbraio 1575                                  | 21 febbraio 1575 | Carlo III             |
|          | Margherita Gonzaga                           | Vincenzo I, Duca di Mantova e del Monferrato (Gonzaga)  | 2 ottobre 1591    | 24 aprile 1606   | 14 maggio 1608 ascesa del marito   | 31 luglio 1624 morte del marito                   | 7 febbraio 1632  | Enrico II             |
|          | Cristina di Salm                             | Paolo, Conte di Salm (Salm)                             | maggio 1575       | 1597             | 25 novembre 1625 ascesa del marito | 1 dicembre 1625 abdicazione del marito            | 31 dicembre 1627 | Francesco II          |
|          | Nicoletta di Lorena                          | Enrico II, Duca di Lorena (Vaudemont)                   | 3 ottobre 1608    | 23 maggio 1621   | 1 dicembre 1625 ascesa del marito  | 19 gennaio 1634 abdicazione del marito            | 2 febbraio 1657  | Carlo IV              |
|          | Claudia di Lorena                            | Enrico II, Duca di Lorena (Vaudemont)                   | 12 ottobre 1612   | 17 febbraio 1634 | 17 febbraio 1634                   | 2 agosto 1648                                     | 2 agosto 1648    | Nicola II             |
|          | Béatrice de Cusance                          | Claude François de Cusance, Barone di Belvoir (Cusance) | 27 dicembre 1614  | 9 aprile 1637    | 1661 restaurazione del marito      | 5 giugno 1663                                     | 5 giugno 1663    | Carlo IV              |
|          | Marie Louise d'Aspremont                     | Charles II, comte d'Aspremont (Aspremont)               | 1651/52           | 1665             | 1665                               | 18 settembre 1675 morte del marito                | 23 ottobre 1692  | Carlo IV              |
|          | Elisabetta Carlotta d'Orléans                | Filippo di Francia, duca d'Orléans (Orléans)            | 13 settembre 1676 | 13 ottobre 1698  | 13 ottobre 1698                    | 27 marzo 1729 morte del marito                    | 23 dicembre 1744 | Leopoldo              |
|          | Maria Teresa d'Austria                       | Carlo VI, Sacro Romano Imperatore (Asburgo)             | 13 maggio 1717    | 12 febbraio 1736 | 12 febbraio 1736                   | 9 luglio 1737 Ducato dato a Stanislao Leszczyński | 29 novembre 1780 | Francesco III Stefano |

Casato di Leszczyński, 1737–1766
| Immagine | Nome               | Padre                           | Nascita         | Matrimonio     | Diventò Duchessa                | Cessò di essere Duchessa | Morte         | Consorte  |
| -------- | ------------------ | ------------------------------- | --------------- | -------------- | ------------------------------- | ------------------------ | ------------- | --------- |
|          | Caterina Opalińska | Jan Karol Opaliński (Opaliński) | 13 ottobre 1680 | 10 maggio 1698 | 9 luglio 1737 ascesa del marito | 19 marzo 1747            | 19 marzo 1747 | Stanislao |